# Kanton Saint-Dié-des-Vosges-Est
Kanton Saint-Dié-des-Vosges-Est (fr. Canton de Saint-Dié-des-Vosges-Est) byl francouzský kanton v departementu Vosges v regionu Lotrinsko. Skládal se ze 16 obcí. Zrušen byl po reformě kantonů 2014.

## Obce kantonu
- Ban-de-Laveline
- Bertrimoutier
- Coinches
- Combrimont
- Frapelle
- Gemaingoutte
- Lesseux
- Nayemont-les-Fosses
- Neuvillers-sur-Fave
- Pair-et-Grandrupt
- Raves
- Remomeix
- Saint-Dié-des-Vosges (východní část)
- Sainte-Marguerite
- Saulcy-sur-Meurthe
- Wisembach